# Gerhard Pötzsch
Gerhard Pötzsch (* 4. Oktober 1951 in Leipzig) ist ein deutscher Schriftsteller.

## Leben
Gerhard Pötzsch besuchte von 1958 bis 1968 die Mittelschule in Leipzig-Lindenau. 1968 begann er eine Lehre als Elektromonteur. In den Jahren 1968 bis 1969 verbüßte er eine 15-monatige Haftstrafe wegen „versuchtem ungesetzlichen Grenzübertritts“ in Ichtershausen und setzte im Anschluss 1969 bis 1970 die Lehre mit Abschluss als Elektromonteur fort. 1970 bis 1982 übte er diverse Tätigkeiten in verschiedensten Berufen aus. Von 1982 bis 1985 studierte er im Direktstudium am Leipziger Literaturinstitut Johannes R. Becher und schloss mit einem Hochschulabschluss ab.
Er war zwischen 1985 und 1992 als Fachberater für Ortschronisten (Kreis Torgau) und freischaffender Autor tätig. Seit 1980 liegen eine Reihe von Veröffentlichungen in den Bereichen Hörspiel, Radio-Feature und Prosa vor. Gerhard Pötzsch war von 1990 bis zum 1. Juni 2024 Mitglied der SDP beziehungsweise der SPD. 1992 bis 2001 wirkte er als geschäftsführender Gesellschafter des privaten sächsischen Radiosenders Energy Sachsen.
Pötzsch lebt als freier Autor, Hörbuchverleger und Herausgeber in Leipzig und Schildau. Pötzsch war von 1974 bis zu ihrem Tod mit Regina Pötzsch, geborene Jonczyk (15.2.1953–16.2.2024), verheiratet. Beide haben eine 1980 geborene Tochter.

## Buchpublikationen
- Monteure, Erzählende Prosa, in: Temperamente – Blätter für junge Literatur; Zweimonatsschr., Berlin 1980, Heft 2, S. 107
- Ehekrach, So ein Moment im Spätsommer., Erzählende Texte, in: Temperamente – Blätter für junge Literatur; Zweimonatsschr., Berlin 1981, Heft 4, S. 44–45
- Angst Herz wird kalt in: Kein Duft von wilder Minze, Erzählungen, Herausgeber: Klaus Steinhaußen, Mitteldeutscher Verlag Halle 1981
- Paul in: Jetzt – 50 Geschichten vom Alltag, Herausgeber: Gerhard Rothbauer, Verlag Philipp Reclam jun. Leipzig 1986
- Kubas' Brunnen – Der Bildhauer Bruno Kubas, in: Leipziger Blätter 1988 / Nr. 12, S. 28–30, ISSN 0232-7244.
- Kreppsohlen auf Vorstadtpflaster in: Steig der Stadt aufs Dach, Hörspiele, Herausgeberin: Christa Vetter, Henschel, Berlin 1990, ISBN 978-3-362-00474-9.
- Cäsar – Wer die Rose ehrt (zusammen mit Cäsar Peter Gläser), Militzke, 2007, ISBN 978-3-86189-826-9
- Grabbe, Gneisenau – Geschichten von gestern | Radiotexte zum Nachlesen, Hardcover und E-Book, 128 Seiten, epubli 2013
- Die Gründung des Allgemeinen Deutschen Arbeiterbildungsverein in Leipzig, in: Leipziger Blätter, Nr. 63, 2013, S. 54–55, ISSN 0232-7244.
- Taschentuchdiele, Roman, Mitteldeutscher Verlag, Halle (Saale) 2015, 352 Seiten, ISBN 978-3-95462-465-2.[2]
- Gedenken an Helmut Richter (1933–2019), in: Leipziger Blätter, Nr. 76, 2020, ISSN 0232-7244.
- Zwischenzeitblues, Roman, Mitteldeutscher Verlag, Halle (Saale) 2020, 272 Seiten, ISBN 978-3-96311-481-6
- Gegen Militarismus und die 'Pest der Korruption' – Karl Liebknecht zum 150. Geburtstag, in: Leipziger Blätter, Nr. 78, 2021 ISSN 0232-7244

## Hörspiele
- Glitzernde Wände, Regie: Achim Scholz (Rundfunk der DDR 1986)[3]
- Kreppsohlen auf Vorstadtpflaster, Regie: Horst Liepach (Rundfunk der DDR 1988)
- Nie und nicht kann ich das vergessen, Regie: Matthias Thalheim (Funkhaus Berlin 1990)
- Der war das ganz allein, Regie: Joachim Staritz (SachsenRadio/hr 1991)[4]

## Hörbücher als Herausgeber (Auswahl)
- Hörbild Stadt – Sounds of Leipzig, Hoerwerk Leipzig, 2005, ISBN 978-3-86189-911-2[5]
- Teekessel und Othello. Meine sächsischen Lieblingswitze von und mit Bernd-Lutz Lange; Hoerwerk Leipzig 2005, ISBN 978-3-86189-912-9
- Hoerbilder Museum der bildenden Künste Leipzig, Militzke Verlag Leipzig 2006, ISBN 978-3-86189-922-8
- Cäsar erzählt, Hoerwerk Leipzig 2006, ISBN 3-86189-928-0
- Dichtung des 20. Jahrhunderts: Meine 24 sächsischen Dichter, 2 CDs, Militzke Verlag Leipzig 2009, ISBN 978-3-86189-935-8[6]

## Film und Fernsehen
- Als Zeitzeuge in: Soundtrack Ost – Beat- und Popgeschichten. Dokumentation von Kathrin Aehnlich und André Meier, MDR/ARTE 2004
- In jenem beharrlichen Sommer (zusammen mit Ralph Grüneberger), Dokumentar-Film zur Stauseelesung von Leipzig, 2005[7]
- Als Zeitzeuge in: Unsere 60er Jahre – Wie wir wurden, was wir sind. Dokumentation von Michael Wulfes, ARD 2007[8]

## Hörfunk-Features
- Grabbe oder ein Menetekel (über Christian Dietrich Grabbe – Rundfunk der DDR 1989)[9]
- Die Saale, die Mulde, die Elbe (zusammen mit Otto Werner Förster – Rundfunk der DDR 1990)[10]
- Das sächsische Meer (zusammen mit Ralph Grüneberger – MDR 2002)
- Die Taschentuchdiele – Vom Ende einer legendären Leipziger Stammkneipe (MDR 2006)
- Die Teufelsknolle – aufgelesene Kartoffelgeschichten (MDR 2008)
- Wir hatten die Ehre, dem Start der ersten Flüssigkeitsrakete in den Weltraum bezuwohnen – Ruth Kraft – Ein Porträt (MDR 2010)
- Werben: Biedermeier an der Elbe – Über die kleinste Hanse-Stadt der Welt (MDR 2010 über Werben)
- Ich habe einen guten Kampf gekämpft – August Neidhardt von Gneisenau (MDR 2010, über August Neidhardt von Gneisenau)
- Das Finkenmanöver – Über ein Volksfest im Harz (MDR 2012)
- Wohlan, wer Recht und Wahrheit achtet! – Ferdinand Lassalle und die Anfänge der Sozialdemokratie in Leipzig (MDR 2013 über Ferdinand Lassalle)
- Die Domstadt Havelberg – Geschichte einer tausendjährigen Hansestadt (MDR 2013 über Havelberg)
- Über sieben Brücken – ein DDR-Hit geht um die Welt (MDR 2014 über Helmut Richter, Ed Swillms, Peter Maffay u. a.)
- 60 Prozent Ost / 40 West – Musikkontrolle à la DDR (MDR 2017)
- Der Mumienfund von Riesa (MDR 2021)

## Preise
- Ingeborg-Drewitz-Literaturpreis für Gefangene 1995 – für sein autobiographisches Hörspiel Der war das ganz allein (SachsenRadio/hr 1991), verliehen am 10. März 1995 in Leipzig[11]